# 立正大学淞南高等学校
立正大学淞南高等学校（りっしょうだいがくしょうなんこうとうがっこう）は、島根県松江市大庭町にある私立高等学校。学校法人淞南学園が運営する立正大学の準付属校。

## 概要
立正大学淞南高等学校は教育の特色として徳育・知育・部活動を3つの柱とした個々の個性を伸ばす教育を行っており、山陰唯一の大学の付属校として進路指導や大学との情報交換を行っている。多くのキャリアアップの時間を設けており、一人一人が主役となれる多様な講座等も充実している。特にサッカー・野球部・マーチングバンド部・射撃部が盛んで、1988年に当時1年生の岡野雅行が旧松江日本大学高等学校時代にサッカー部を立ち上げ、キャプテン兼監督を務めて以来頭角を現したサッカー部は1996年の第75回全国高等学校サッカー選手権大会に初出場し、以後は全国高等学校サッカー選手権大会の常連校でもある。またマーチングバンド部は2013年に第41回マーチングバンド・カラーガード全国大会に初出場し、以降も全国大会へ出場を続け2018年の第46回マーチングバンド全国大会では銀賞を受賞する等の実績を持つ。
校風は「心も高く、身も健やかに」を校訓に、明るく伸び伸びとした雰囲気の中で礼儀正しく自立心のある生徒の育成を心がけており、部活動や寮生活を通して高校生らしくあるための基本的な生活習慣と学力向上にも力を注いでいる。特に部活動ではそれぞれの活動を充実させ全国トップレベルのステージに立つに相応しい技量と、人間性に磨きをかけることを目標としている。

## 沿革
- 1961年 - 学校法人淞南学園 淞南高等学校設立[2]。普通科、商業科、家政科、土木科設置認可。
- 1963年 - 家政科を閉科[2]。
- 1965年 - 土木科を工業土木科・工業科に改組[2]。
- 1967年 - 商業科を閉科[2]。
- 1970年 - 日本大学準附属高校となり松江日本大学高等学校と改称、工業土木科・工業科を閉科[2]。
- 1979年 - 国際専修科を設置[2]。
- 1986年 - 国際専修科を閉科[2]。
- 1992年 - 3月31日付で日本大学との附属関係を解消。4月1日、淞南学園高等学校と改称[2]。
- 2001年 - 立正大学準付属高校[1] となり、立正大学淞南高等学校と改称[2]。
- 2009年8月21日 - 野球部が第91回全国高等学校野球選手権大会でベスト8。
- 2011年1月8日 - サッカー部が第89回全国高等学校サッカー選手権大会でベスト4 （3位）。
- 2012年 - 野球部が第94回全国高等学校野球選手権大会に3年ぶり2度目の出場。
- 2013年 ｰ マーチングバンド部が全国大会に初出場。
- 2023年 - 野球部が第105回全国高等学校野球選手権大会に11年ぶり3度目の出場。

## 設置学科
- 全日制
  - 普通科
    - 国公立進学コース
    - 難関私立進学コース
    - 普通コース

## 著名な卒業生

### サッカー
- 岡野雅行
- 神山竜一
- 直川公俊
- 柳楽智和
- 舩津徹也
- 平野甲斐
- 金園英学
- 中島康平
- 松田力
- 松田陸
- 高橋壮也
- 加藤大樹
- 甲斐健太郎
- 井上直輝
- 井上健太
- 梅木翼
- 鶴野怜樹

### 格闘技
- 佑典

### 野球
- 中村恭平
- 坂田精二郎(元立正大学硬式野球部監督)
- 谷川唯人
- 友杉篤輝

## 著名な教職員・関係者
- 太田充 - 硬式野球部監督